# Banská Bystrica
Banská Bystrica (în germană Neusohl, în maghiară Besztercebánya) este un oraș în regiunea Banská Bystrica, districtul Zvolen, Slovacia centrală, pe râul Hron, amplasat într-o vale largă între Tatra Mică, Tatra Mare și Munții Kremnica. Cu 81.281 de locuitori, este al șaselea oraș ca mărime al țării. Este reședința unei regiuni (kraj) sau unități teritoriale supreme (VÚC) și a unui district (okres).

Obelisc în centrul orașului: „Vďaka Rumunskej Armáde, osloboditeľske mesta — Mulțumiri Armatei Române, eliberatoarea orașului”

În trecut, Banská Bystrica a fost un important oraș minier precum si un oraș în care a trăit o comunitate semnificativă de germani țipțeri. În secolul al XX-lea a devenit un centru al Slovaciei centrale. Orașul are un centru istoric.

## Clima
| Date climatice pentru Banská Bystrica | Date climatice pentru Banská Bystrica | Date climatice pentru Banská Bystrica | Date climatice pentru Banská Bystrica | Date climatice pentru Banská Bystrica | Date climatice pentru Banská Bystrica | Date climatice pentru Banská Bystrica | Date climatice pentru Banská Bystrica | Date climatice pentru Banská Bystrica | Date climatice pentru Banská Bystrica | Date climatice pentru Banská Bystrica | Date climatice pentru Banská Bystrica | Date climatice pentru Banská Bystrica | Date climatice pentru Banská Bystrica |
| Luna                                  | Ian                                   | Feb                                   | Mar                                   | Apr                                   | Mai                                   | Iun                                   | Iul                                   | Aug                                   | Sep                                   | Oct                                   | Nov                                   | Dec                                   | Anual                                 |
| ------------------------------------- | ------------------------------------- | ------------------------------------- | ------------------------------------- | ------------------------------------- | ------------------------------------- | ------------------------------------- | ------------------------------------- | ------------------------------------- | ------------------------------------- | ------------------------------------- | ------------------------------------- | ------------------------------------- | ------------------------------------- |
| Maxima medie °C (°F)                  | 1 (33)                                | 4 (39)                                | 9 (49)                                | 15 (60)                               | 21 (70)                               | 24 (75)                               | 26 (79)                               | 26 (79)                               | 21 (70)                               | 14 (58)                               | 7 (44)                                | 2 (35)                                | 14,2 (57,6)                           |
| Minima medie °C (°F)                  | −6 (20)                               | −6 (22)                               | −2 (29)                               | 3 (37)                                | 8 (46)                                | 10 (51)                               | 12 (54)                               | 12 (53)                               | 8 (47)                                | 4 (39)                                | 0 (32)                                | −4 (24)                               | 3,3 (38)                              |
| Precipitații cm (inches)              | 2.65 (1.04)                           | 2.67 (1.05)                           | 2.80 (1.10)                           | 4.28 (1.69)                           | 5.00 (1.97)                           | 5.02 (1.98)                           | 6.02 (2.37)                           | 4.68 (1.84)                           | 4.23 (1.67)                           | 4.06 (1.60)                           | 4.43 (1.74)                           | 3.36 (1.32)                           | 49,2 (19,37)                          |
| Sursă: MSN Weather                    |                                       |                                       |                                       |                                       |                                       |                                       |                                       |                                       |                                       |                                       |                                       |                                       |                                       |

## Demografie
| An:                | 1994   | 2004   | 2014   | 2024   |
| ------------------ | ------ | ------ | ------ | ------ |
| Număr de persoane: | 84.741 | 81.704 | 79.027 | 73.533 |
| Diferență:         |        | −3,58% | −3,27% | −6,95% |

| An:                | 2023   | 2024   |
| ------------------ | ------ | ------ |
| Număr de persoane: | 74.065 | 73.533 |
| Diferență:         |        | −0,71% |

## Personalități născute aici
- Adam Nemec (n. 1985), fotbalist.

## Orașe înfrățite
| - – Alba, Italia (din 1967) - – Durham, Regatul Unit (din 1967) - – Hradec Králové, Cehia (din 1967) - – Salgótarján, Ungaria (din 1967) - – Tula, Rusia (din 1967) - – Larissa, Grecia (din 1988) - – Herzliya, Israel (din 1995) - – Montana, Bulgaria (din 1995) - – Tarnobrzeg, Polonia (din 1995) - – Zadar, Croația (din 1995) | - – Ascoli Piceno, Italia (din 1998) - – Halberstadt, Germania (din 1998) - – Dabas, Ungaria (din 2000) - – Budva, Muntenegru (din 2001) - – Radom, Polonia (din 2001) - – Kovačica, Serbia (din 2002) - – Vršac, Serbia (din 2004) - – Saint-Étienne, Franța (din 2006) - – Charleston, West Virginia, SUA (din 2009) |

## Galerie

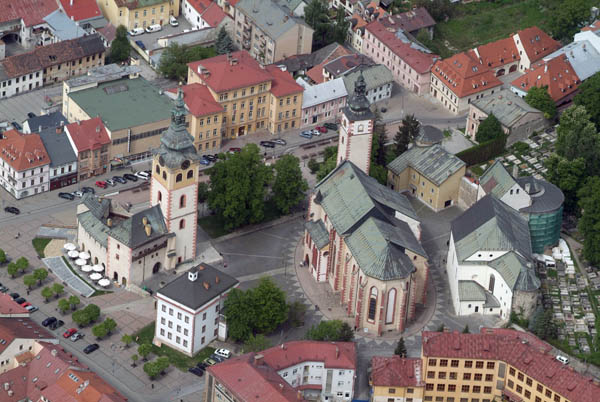
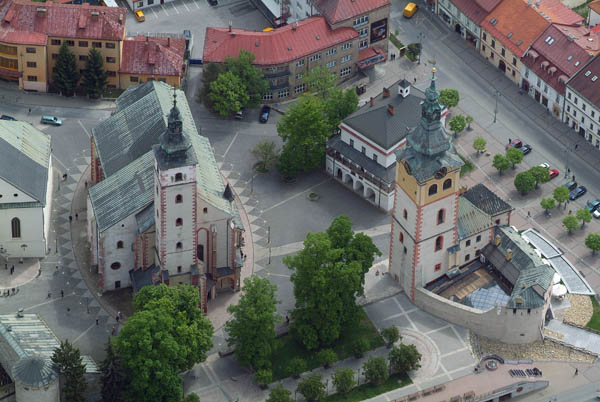
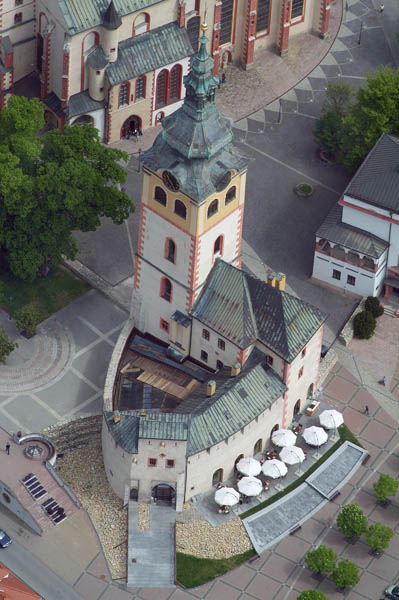
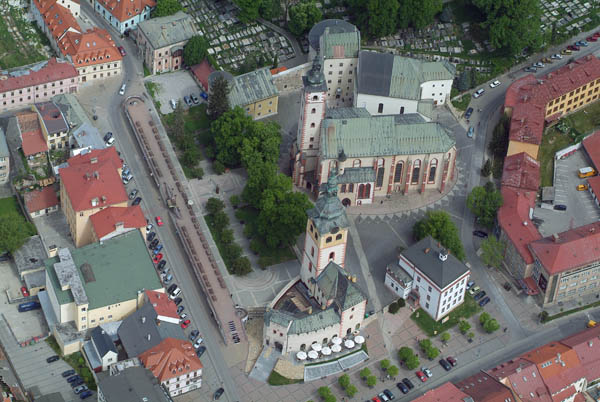